# Feltia nigrita
Feltia nigrita là một loài bướm đêm thuộc họ Noctuidae. Nó được tìm thấy ở Xibia, miền trung Yakutia, Amur và Primorye regions, cũng như British Columbia, Alberta, Saskatchewan, Yukon và Manitoba.